# Попов Леонід Сергійович (режисер)
Леонід Сергійович Попов (25 вересня 1938 року, Полтавська область, УРСР, СРСР — 26 листопада 2020, Москва, Росія) —- радянський і російський режисер науково-популярного та ігрового кіно і сценарист. Заслужений діяч мистецтв Російської Федерації (1998).

## Біографія
Народився 25 вересня 1938 року в Полтавській області, УРСР.
У 1961 році закінчив біологогрунтовий факультет МГУ, а у 1965 році, — режисерський факультет ВДІКу, де навчався в майстерні навчального кіно Бориса Альтшулера.
У 1965—1971 та з 1976 до виходу на пенсію — режисер кіностудії «Центрнаучфільм» (до 1967 року — «Моснаучфільм»).
Знімав як науково-популярні, так і художні фільми. Серед робіт Попова найбільш відомий фільм «Земля Санникова», знятий ним у 1972—1973 рр. на кіностудії «Мосфільм» спільно з режисером Альбертом Мкртчяном.
У 1998 році Леонід Сергійович був удостоєний звання Заслуженого діяча мистецтв Російської Федерації.

## Фільмографія
Сценарист:
- 1988 — «Врятуй і збережи» / рос. «Спаси и сохрани»(д/ф)

Режисер:
- 1965 — «Сто мільйонів» / рос. «Сто миллионов» (д/ф)
- 1966 — «Проблема раку»/ рос. «Проблема рака» (д/ф)
- 1968 — «Декрет про землю» / рос. «Декрет о земле» (д/ф)
- 1973 — «Земля Санникова» (х/ф, у співавт.)
- 1974 — «Ногайські степи» / рос. «Ногайские степи» (д/ф)
- 1974 — рос. Киножурнал «Звёздочка» № 16. Игровой сюжет «Восьмирукий восьмиглаз» (к/м)
- 1975 — «Місто-герой Волгоград» / рос. «Город-герой Волгоград» (д/ф)
- 1975 — «Дорога» (х/ф)
- 1976 — «Острови білих птахів» / рос. «Острова белых птиц» (д/ф)
- 1980 — «Слово про поле Куликове» / рос. «Слово о поле Куликовом» (д/ф)
- 1984 — «Вибір долі» / рос. «Выбор судьбы» (д/ф)
- 1988 — «Врятуй і збережи» / рос. «Спаси и сохрани» (д/ф)
- 1989 — «І нічого, живемо» / рос. «И ничего, живём» (д/ф)
- 1991 — «Американський шпигун» / рос. «Американский шпион» (х/ф)
- 1991 — «Монстр. Портрет Сталіна з кров'ю» (д/ф)
- 1992 — «Смерть Володимира Маяковського» / рос. «Смерть Владимира Маяковского»(д/ф)
- 1994 — «Джерела» / рос. «Родники» (д/ф)
- 1996 — «Ліквідатор Бобков» / рос. «Ликвидатор Бобков» (д/ф)[6] та ін.